# Vetle Vinje
Vetle Vinje (Oslo, 14 de marzo de 1962) es un deportista noruego que compitió en remo.
Participó en dos Juegos Olímpicos de Verano, obteniendo una medalla de plata en Seúl 1988, en la prueba de cuatro scull, y el octavo lugar en Los Ángeles 1984, en la misma prueba. Ganó una medalla de plata en el Campeonato Mundial de Remo de 1987, también en el cuatro scull.

## Palmarés internacional
| Juegos Olímpicos   | Juegos Olímpicos       | Juegos Olímpicos | Juegos Olímpicos |
| Año                | Lugar                  | Medalla          | Prueba           |
| ------------------ | ---------------------- | ---------------- | ---------------- |
| 1988               | Seúl (Corea del Sur)   | Medalla de plata | Cuatro scull     |
| Campeonato Mundial |                        |                  |                  |
| Año                | Lugar                  | Medalla          | Prueba           |
| 1987               | Copenhague (Dinamarca) | Medalla de plata | Cuatro scull     |